# Šerá hlídka
Šerá hlídka (rusky Сумеречный Дозор) je román žánru fantasy ruského spisovatele Sergeje Lukjaněnka. Je volným pokračováním knih Noční hlídka a Denní hlídka. Jedná se tedy o třetí část série Hlídky. Taktéž volným pokračováním je román Poslední hlídka a Nová hlídka. S Hlídkami souvisí i kniha Temná hlídka od Vladimira Vasiljeva.

## Děj
Kniha je rozdělena na tři samostatné příběhy. V prvním (Ničí čas) vyšetřuje Anton Goroděckij případ člověka, který se chce stát Jiným. Jak se ukáže, jedná se o syna Gesera, mocného mága Světlých, jeho iniciace jako Světlého však není po chuti Temným. Iniciovaný se sice stává Temným, jímž by se při svém životním stylu stal stejně, nicméně Geser lstí zařídí že jej inkvizice remoralizuje na Světlého.
V druhém příběhu (Ničí prostor) se seznamujeme s Temnu vědmou Arinou, v jejíž knihovně v lesní chaloupce se nachází tajemná a mýty opředená kniha Fuaran, jenž dovede z lidí udělat Jiné. V boji s Arinou Antonovi výrazně pomáhá fakt, že jeho ženou je Světlana a jeho dcerou budoucí absolutní čarodějka Naděžda.
V třetím příběhu (Ničí síla) Temní, Světlí i Inkvizice vyšetřují existenci knihy Fuaran, protože se množí případy, kdy se z lidí stávají Jiní. Ukáže se, že knihu ukradl dlouholetý Antonův přítel a bývalý soused, upír Kosťa, který chtěl všechny obyvatele na Zemí z vesmíru proměnit v Jiné. V tom však katastrofálně selže po svém startu do vesmíru.